# Pauk Lake
Der Pauk Lake (englisch; russisch Озеро Паук Osero Pauk, deutsch ‚Spinnensee‘) ist ein See an der Ingrid-Christensen-Küste des ostantarktischen Prinzessin-Elisabeth-Lands. Im südöstlichen Abschnitt der Vestfoldberge liegt er südlich des Trajer Ridge.
Luftaufnahmen entstanden bei der US-amerikanischen Operation Highjump (1946–1947), bei einer sowjetischen Antarktisexpedition im Jahr 1956 sowie 1957 und 1958 im Rahmen der Australian National Antarctic Research Expeditions. Das Antarctic Names Committee of Australia übertrug die russische Benennung 1973 ins Englische.